# شیشه شیر

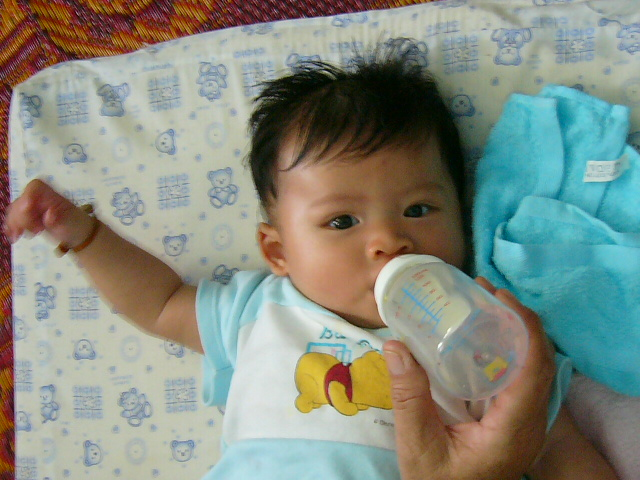
کودکی در حال نوشیدن با شیشه‌شیر

شیشه‌شیر کودک یک بطری به همراه پستانک است که معمولاً زمانی که مادر با سینه خود کودک را تغذیه نمی‌کند یا برای فردی که نمی‌تواند از ظروفی مانند فنجان بنوشد، استفاده می‌شود. شیشه‌شیر معمولاً زمانی استفاده می‌شود که دسترسی به مادر نباشد.

## ساختار
شیشه شیر به‌طور معمول از چهار عضو اصلی تشکیل می‌شود: بطری که مایع را درون خود نگه می‌دارد. سری شیشه شیر که نوزاد مایع را از آن می‌مکد. سرپیچ که بخشی ضروری و شبیه یک حلقه است و درپوش. سری شیشه شیر بین سرپیچ و بطری قرار می‌گیرد و سرپیچ با چرخیدن روی بطری سفت می‌شود تا سری شیشه شیر در جای خودش قرار گیرد. درپوش که در اکثر شیشه شیرها یافت می‌شود، هنگام استفاده نشدن، از ورود گردوخاک و دیگر عوامل بیرونی به درون شیشه شیر جلوگیری می‌کند.

## سری

### گرد
سری گرد به سری استاندارد نیز معروف است و بیشتر سری‌های شیشه شیر نوزاد از این نوع هستند. همچنین ممکن است باعث آسیب به‌دهان و دندان نوزاد شود.

### ارتودنسی
سری‌های ارتودنسی متناسب با شکل کام و لثهٔ نوزاد طراحی شده‌اند و فضای بیشتری جهت حرکت زبان و فک به هنگام مکیدن شیر می‌دهند. این نوع سری‌های ارتودنسی از بروز بیماری‌های دهان و دندان با رشد نوزاد جلوگیری خواهند کرد. همچنین زاویه نوک این سری فضا را برای مخلوط شدن شیر و بزاق نوزاد برای هضم بهتر فراهم می‌کند.

### لاتکس
لاتکس پلاستیکی نرم و انعطاف‌پذیر است که به سینه مادر شباهت دارد. بعضی نوزادان به همین دلیل این نوع سری را به سری‌هایی از جنس سیلیکون ترجیح می‌دهند. سری‌های لاتکس به راحتی با رنگ قهوه ای-طلایی مات خود از سری‌های سیلیکون شناخته می‌شوند. با گذشت زمان سری‌های لاتکس دچار ترک شده و از نوک سری شیر به بیرون نشت می‌کند؛ مشکل دیگر لاتکس حساسیت بعضی نوزادان به آن است.

### سیلیکون
با اینکه سیلیکون محکم‌تر از لاتکس است، واکنش‌های آلرژیک کمتری برای نوزادان دارد. طول عمر سری‌های سیلیکون نسبت به سری‌های لاتکس، چند برابر بیشتر است. اگر نوزاد با سری‌های شیشه شیر نوزاد به هنگام تغذیه خشن برخورد می‌کند، سری‌های سیلیکونی می‌توانند انتخابی مناسب باشند.

## انواع

### پلاستیکی
پلاستیک به‌دلیل ارزانی و سبکی بیشترین استفاده را در تولید این محصول دارد؛ شیشه شیرهایی که بطری‌های پلاستیکی دارند، با افتادن نخواهند شکست و رطوبت هوا را به بدنهٔ خود نمی‌گیرند. شیشه شیرهای پلاستیکی در قدیم حاوی نوعی ماده مضر برای بدن انسان بودند (BPA) اما از سال ۲۰۱۲ میلادی، سازمان جهانی غذا و دارو تنها استفاده از پلاستیک‌های بدون "BPA" را در ساخت شیشه شیرها مجاز اعلام کرد.
ویژگی‌های شیشه شیر پلاستیکی:
1. بوگرفتن
2. خراشیده‌شدن
3. فرسوده‌شدن با گذشت زمان
4. از هم پاشیدن ترکیب پلاستیک در دماهای بالا
5. وزن سبک
6. قیمت ارزان
7. کاهش احتمال شکستگی[۳]

### شیشه‌ای
این نوع دارای قیمت بالاتری است و فروش کمتری نسبت به نوع پلاستیکی دارد.
ویژگی‌های شیشه شیر شیشه‌ای:
1. قیمت گران‌تر نسبت به بطری‌های پلاستیکی
2. وزن سنگین‌تر نسبت به بطری‌های پلاستیکی
3. جذب رطوبت محیط هنگام استفاده از مایعات سرد
4. امکان شکستن
5. عمر طولانی
6. قابل‌بازیافت
7. بدون مواد شیمیایی مضر
8. شست‌وشوی آسان[۳]

### استل
شیشه شیرهای استیل از شیشه‌ای و پلاستیکی گران‌تر هستند و البته دارای مقاومت بیشتری نسب به دیگر انواع هستند.
ویژگی‌های شیشه شیر استیل:
1. قیمت گران‌تر
2. بدون شفافیت
3. شست‌وشوی آسان
4. اغلب شکسته نمی‌شوند
5. به‌سختی خراشیده می‌شوند[۳]

### انتخاب شیشه شیر مناسب برای نوزاد
وقتی تصمیم گرفتید که آیا می‌خواهید از شیشه شیر نوزاد شیشه ای استفاده کنید یا پلاستیکی، زمان آن رسیده که به ویژگی‌های خاص تر آنها توجه کنید. در ادامه برخی از رایج‌ترین ویژگی‌های شیشه شیرهای امروزی فهرست شده‌است:

#### شیشه شیر با سرشیشه خمیده
این نوع سر شیشه باعث جریان یافتن طبیعی تر شیر می‌گردند. این سر شیشه‌ها به گونه ای طراحی شده‌اند که جریان شیر در آنها تا جای ممکن مانند جریان شیر سینه باشد. همچنین به کاهش دادن میزان هوایی که نوزاد می‌بلعد کمک می‌کند. این ویژگی به خصوص به پیشگیری از کولیک یا تسکین دادن نوزادانی که از کوکلیک رنج می‌برند کمک می‌کند. شکل خاص پستانک این نوع شیشه شیرها به نوزاد تازه متولد شده کمک می‌کند وضعیت درست گردن خود را حفظ کند.

#### شیشه شیر با لوله جریان طبیعی در داخل (ضدنفخ یا ضد کولیک)
لوله جریان طبیعی که در داخل شیشه شیر قرار گرفته به نوزاد کمک می‌کند تجربه غذا خوردن بدون کولیک داشته باشد. این لوله‌ها به گونه ای طراحی شده‌اند که هرگونه حباب هوایی که ممکن است منجر به مشکلات کولیک در نوزاد شود را از بین می‌برند. همچنین بدون ایجاد خلاء یک فشار مناسب برای جریان یکدست شیر ایجاد می‌کنند. در نتیجه نوزاد راحت تر شیر خورده و مشکل خراب شدن سر شیشه (nipple collapse) وجود ندارد. لوله جریان طبیعی موجب می‌شود هوا از سر شیشه دور شده و به انتهای شیشه برود. در نتیجه این هوا در طول شیر خوردن وارد معده نوزاد نمی‌شود. شیشه شیرهای دکتر براون امتیاز انحصاری این فن آوری را داشته و کارآمدی آنها در پیشگیری و به حداقل رساندن کولیک در نوزادان مشهور است. این فن آوری همچنین به کاهش دادن مشکلات نفخ، تف کردن و آروغ زدن نوزادان کمک می‌کند.

#### شیشه شیر با پستانک (سر شیشه) پهن
این گزینه برای نوزادانی که برای اولین بار می‌خواهند شیشه شیر را امتحان کنند عالی است. سر شیشه برای استفاده از پستانک‌هایی که دقیقاً شبیه نوک سینه مادر هستند مناسب است. در نتیجه نوزاد راحت تر می‌تواند آن را جایگزین سینه مادر کند. گزینه سری پهن همچنین برای نوزادانی که به کولیک مبتلا هستند تسکین دهنده است زیرا مانع از ایجاد نفخ می‌شود.
امروزه انواع مختلفی از شیشه شیر در بازار موجود است. قبل از خرید بهتر است توضیحات نوشته شده روی جعبه شیشه شیر را مطالعه کنید. اگر به دنبال یک کاربرد خاص هستند اطمینان حاصل کنید که شیشه شیر قابلیت آن را دارد. همچنین دستورالعمل‌های نگهداری از شیشه شیر را با دقت مطالعه کنید.